# Bourse de Taïwan
La Bourse de Taïwan (chinois: 臺灣證券交易所, anglais: Taiwan Stock Exchange Corporation) fut fondée en 1961 à Taipei.
La Bourse de Taïwan a été très affectée lors de la Crise économique asiatique de 1997, causée par la découverte d'un lot de « créances douteuses ». Dès juillet 1997, on assista à la chute des monnaies et des bourses de cinq pays asiatiques.